# Eteri Tutberidze
Eteri Gueorguievna Tutberidze (en russe : Этери Георгиевна Тутберидзе), née le 24 février 1974 à Moscou, en URSS, est une entraîneuse russe de patinage artistique. Elle entraine les sportifs, hommes et femmes, en patinage individuel. Elle est faite « Entraîneuse honorée » de la Russie en 2014.
Tutberidze a notamment préparé la championne olympique de 2014, Ioulia Lipnitskaïa, la double championne du monde et double médaillée d'argent aux Jeux olympiques de 2018, Ievguenia Medvedeva, et la championne olympique des jeux de 2018 et championne du monde 2019, Alina Zagitova. Elle est également l’entraîneuse d’Anna Chtcherbakova, médaillée d’or, et d’Alexandra Troussova qui a obtenu la médaille d’argent aux Jeux olympiques d’hiver de 2022. Elle est également la coach de Kamila Valieva qui arriva en quatrième place aux jeux olympiques.
Ses méthodes d'entraînement sur des très jeunes filles font l'objet de critiques, notamment concernant l'état de santé de ses élèves et leur développement physique ultérieur.

## Biographie
Eteri Tutberidze naît le 24 février 1974 à Moscou, dans une famille géorgienne de cinq enfants. Elle a trois sœurs et un frère. Elle est diplômée de l'école de musique Ippolitov-Ivanov, spécialiste en forte-piano.
Eteri commence à patiner à l'âge de 4-5 ans, au stade des Jeunes pionniers. Son premier entraîneur est alors Evguenia Zelikova, suivi ensuite par Edouard Pliner. Blessée à la colonne vertébrale, elle se tourne alors vers la danse sur glace. Elle participera à la Coupe de l'URSS dans cette même discipline.
Au début des années 1990, elle se produit dans un ballet russe sur glace. À l'âge de 18 ans, elle se rend aux États-Unis pour travailler dans le show sur glace «Ice Capades». Elle participe pendant cinq ans à ce spectacle[réf. souhaitée].

## Travail d'entraîneur
Parallèlement à son activité artistique, Eteri est aussi entraîneuse aux États-Unis, activité qu'elle exerce de 1994 à 1998[réf. souhaitée]. De retour en Russie, elle travaille dans un cirque sur glace itinérant et en profite pour organiser des activités sportives, autour du patinage, à l'attention des plus jeunes. En 1999, elle est professeur de sport au sein de l'École de sport no 8 de Moscou, et, à partir de 2008, au sein de l'École n°37 qui prépare les futurs champions olympiques. En 2013, l'école est intégrée au centre d'éducation sportive Sambo-70, annexe renommée centre «Cristal», dont Eteri Tutberidze devient l'entraîneuse principale.
Elle a pour collègues Sergueï Doudakov, Daniil Gleichengauz, Lioudmila Chalachova, Alexeï Jeleznakov, ainsi que des experts de la glisse et des différents pas de patinage artistique. 
Le 19 janvier 2014, à Budapest, deux de ses élèves, Ioulia Lipnitskaïa et Sergueï Voronov, remportent respectivement une médaille d'or et une médaille d'argent pour l'équipe de Russie, aux championnats d'Europe de patinage artistique.
En février 2014, aux Jeux olympiques de Sotchi, Ioulia Lipnitskaïa, alors âgée de 15 ans, devient championne olympique dans les épreuves par équipe en réalisant un programme libre impressionnant, sur la musique du film La Liste de Schindler. En novembre 2015, Ioulia Lipnitskaïa change d'entraîneur et rejoint Alexeï Ourmanov.

### Critiques

#### Sous-alimentation
À Sambo-70, les jeunes patineuses ont à peine le droit de manger (Ioulia Lipnitskaïa se nourrissait de "nutriments en poudre" en 2014 et  "Zagitova et Medvedeva ne buvaient pas pendant les entrainements officiels, elles rinçaient simplement leurs bouches sans se poser de questions". Eugenia Medvedeva a déclaré que les méthodes de Tutberidze “fonctionnent mais que quand vous vieillissez, chaque année, il est plus difficile de le supporter” et qu’elle était aussi parfois “à moitié affamée”.  Polina Shuboderova,  ancienne élève de Tutberidze, explique dans une interview que leur poids ne peut dévier au maximum que de 200 grammes. La coach les pèse également à chaque entraînement. Ioulia Lipnitskaïa s'est retirée des compétitions à 19 ans, en souffrant d'anorexie. Evgenia Medvedeva a également déclaré avoir passé une partie de sa vie "à moitié affamée" à "contrôler tout ce qu’(elle) mangeait".

#### Entraînement éprouvant, voire abusif
Eteri Tutberidze est connue en particulier pour son mode d'entraînement dur et sans patience, qu'elle estime nécessaire pour repousser les limites de ses patineurs[réf. souhaitée]. Dans une interview que Tutberidze a accordée à la chaîne russe Channel One en 2018, elle a déclaré qu’elle “n’exige rien” mais qu’elle veut que les athlètes “se sentent insatisfaits de leur échec à accomplir une tâche” afin qu'”ils ressentent du dégoût en eux”. Lorsque Kamilia Valieva s'effondre en larmes après son programme libre des JO d'hiver de 2022 où elle chute plusieurs fois, Thomas Bach (président du CIO) critique vivement  le discours de Tutberidze : "C'était glacial, au lieu d'essayer de l'aider et de la réconforter. On sentait la distance et en interprétant son langage corporel c'était dédaigneux. Comment peut-on être si froid avec son athlète ?  L'entraîneure reproche en effet à Kamilia Valieva d'avoir "baissé les bras" et "cessé de se battre". Dans une interview en 2019, Polina Shuboderova, témoigne : « Il n’existe pas de «fatigué, je ne peux pas». Si tu es fatigué ou blessé, tu vas quand même sur la glace et tu travailles. Même si tu as deux orteils cassés, tu fais la même chose cent fois par jour. Deux cent fois, si nécessaire ». Ainsi Eteri Tutberidze s’en est pris une fois à Aliona Kostornaia, blessée au poignet, lors des Championnats nationaux lors d’une interview accordée à Channel one : « Honnêtement, je crois qu’il était possible d’essayer de patiner avec cette blessure. Parce qu’Evgenia Medvedeva a déjà patiné avec un plâtre au bras lors des championnats de Russie et personne ne le savait. »

#### Les «quads», une marque de fabrique non sans conséquences
De plus, Tutberidze a adapté son coaching à des très jeunes adolescentes qui peuvent développer leurs muscles tout en ayant un poids très léger. C'est ce qui lui permet de faire faire des « quads », c'est-à-dire des quadruples sauts, à ses athlètes, ce qui n'arrivait jamais avant en patinage artistique féminin. Lorsque les jeunes filles atteignent 16 ou 17 ans, leur corps change et elles sont remplacées par des juniors : Ioulia Lipnitskaïa, après avoir plongé dans les classements, est remplacée en 2017 par Evgenia Medvedeva, qui elle-même est éclipsée par Alina Zagitova juste avant les Jeux de Pyeonchang 2018. Alina Zagitova elle-même est poussée à la retraite deux ans plus tard, à seulement 18 ans, par un jeune trio qui repousse les limites des figures acrobatiques : Anna Chtcherbakova, Alexandra Troussova et Kamila Valieva, les trois patineuses qu’Eteri Tutberidze coache aux Jeux Olympiques de Pékin. De plus, les anciennes compétitrices, une fois évincées, sont trop blessées pour continuer. Les quadruples sauts ont, de fait, des répercussions physiques sur leur corps à vie : « Sur des corps aussi frêles, la répétition des sauts n’est pas sans dommages. C’est ainsi que nombre de filles passées par la Sambo-70 en sont ressorties blessées, déprimées, broyées. Aucune élève n’y est restée à sa majorité ». En effet, les patineuses réalisent des pré rotations sur un corps en croissance. Elles enclenchent leur rotation avant de décoller du sol à l’aide d’une torsion du dos. Elles développent ainsi de gros problèmes de dos, mais également de nombreuses blessures aux jambes qu’elles n’arrivent plus à soigner et qui les envoient en retraite anticipée.

## Élèves

### Actuels

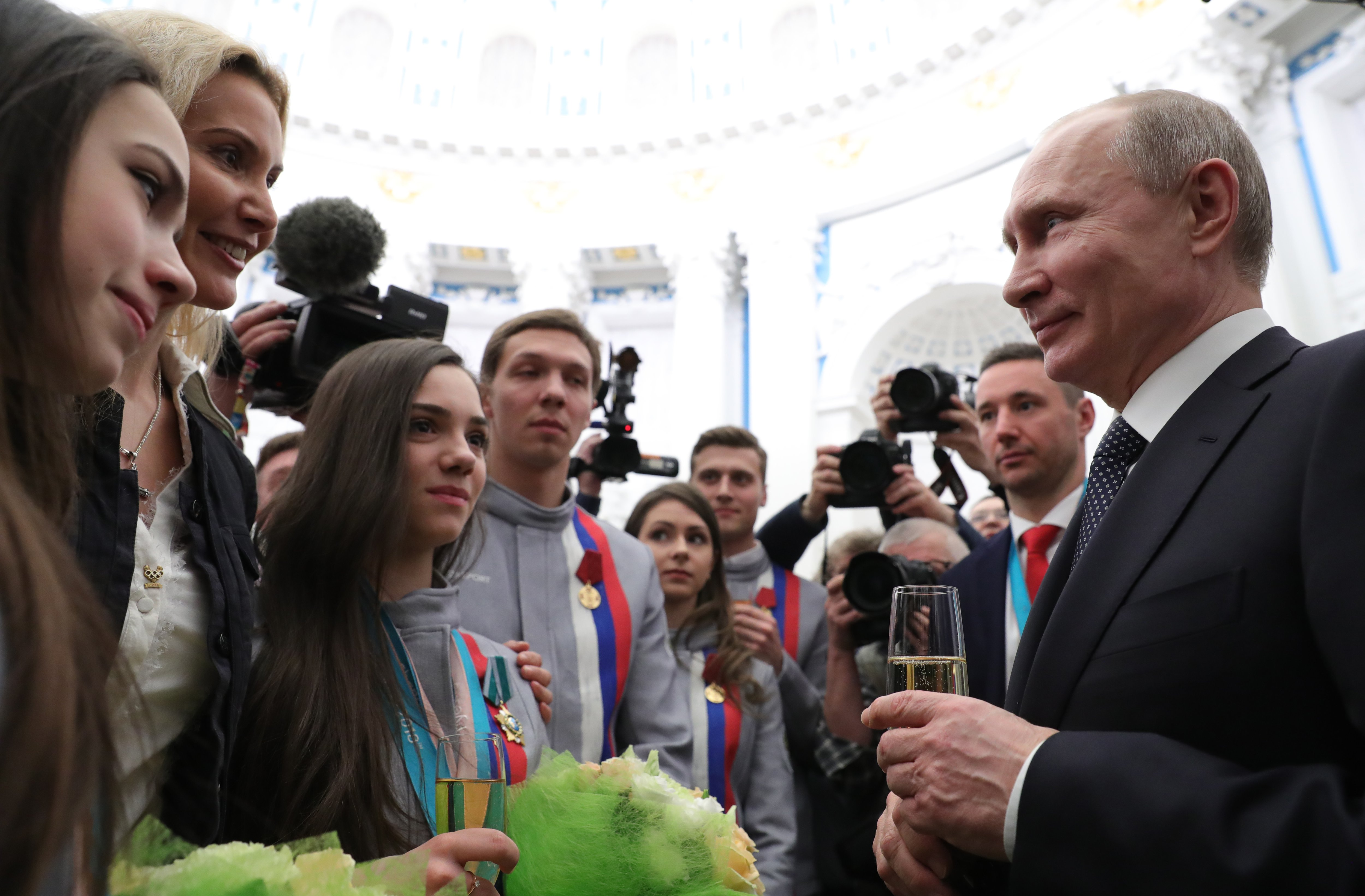
Avec Alina Zagitova et Ievguenia Medvedeva, rencontre du président Vladimir Poutine, le 28 février 2018.

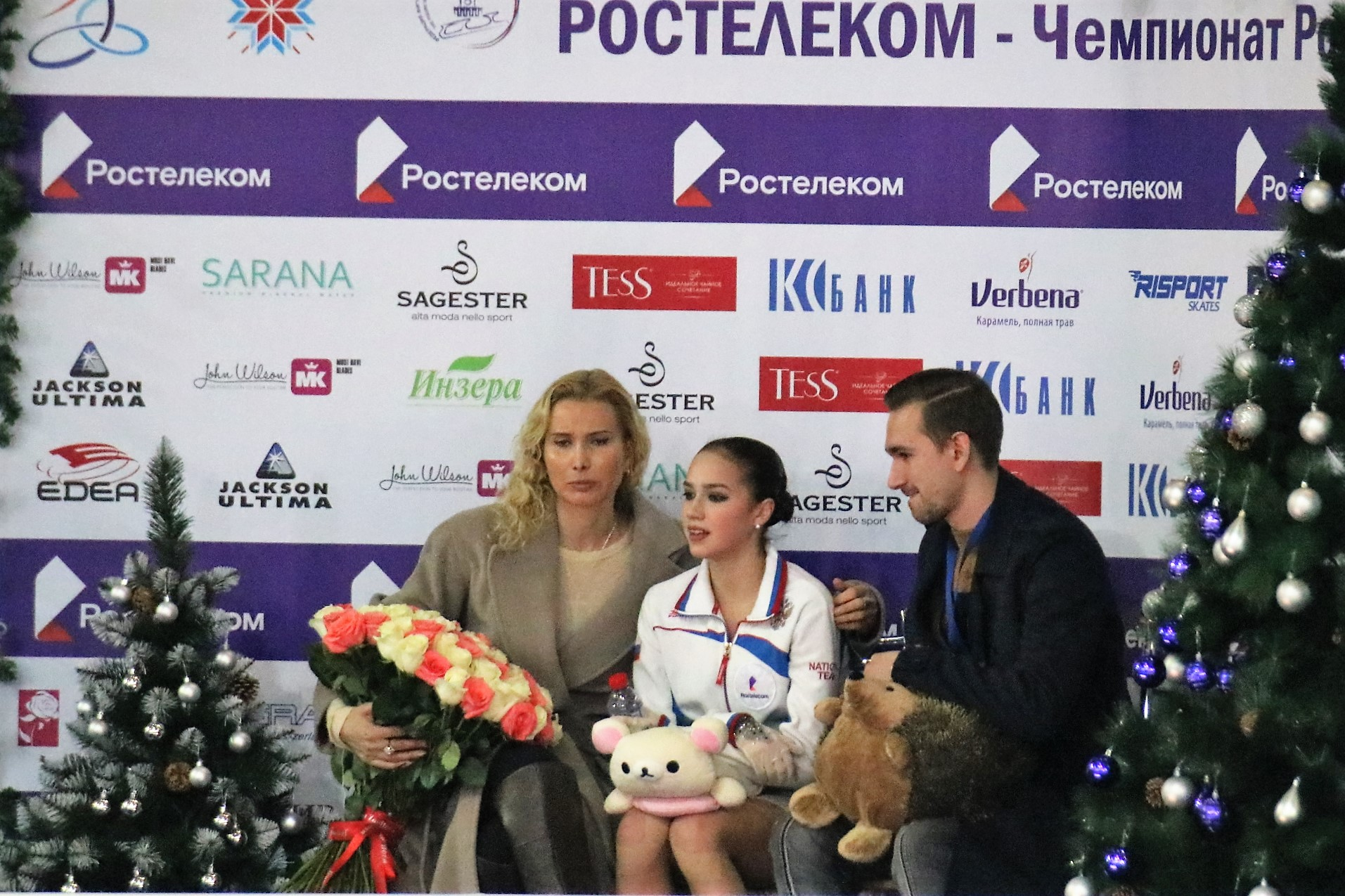
Alina Zagitova et les deux entraîneurs Eteri Tutberidze et Daniil Gleichengauz.

- Moris Kvitelashvili (depuis 2009) — médaille de bronze au championnat de Russie chez les juniors en 2014, participe aux jeux olympiques de 2018, médaille de bronze à l'Universiade 2019
- Alexeï Erokhov (depuis 2011)[2] — champion du monde junior en 2018 et vainqueur du championnat de Russie chez les juniors en 2018
- Anna Chtcherbakova (depuis 2013) — championne du monde 2021, vice-championne d'Europe 2020, triple championne de Russie 2019, 2020 et 2021, vice-championne du monde junior 2019, championne olympique 2022.
- Daniil Samsonov (depuis 2016) — vainqueur du championnat de Russie junior 2019
- Kamila Valieva (depuis 2018) -- vice-championne de Russie 2021, championne du monde junior 2020, gagnante de la finale du Grand Prix junior 2020.
- Maïa Khromykh (depuis 2018)
- Adelia Petrosian (depuis 2019)

### Anciens
- Polina Chelepen (1999-2012) — médaille d'argent de la finale du Grand prix de patinage artistique junior 2009/2010 et 2011/2012, médaille d'argent du championnat de Russie junior 2011 et 2012, médaille de bronze du championnat de Russie junior 2008 et 2010
- Ievguenia Medvedeva (2007-2018 / septembre 2020-décembre 2021)[2] — vice-championne olympique 2018, championne du monde 2016 et 2017, championne d'Europe 2016 et 2017, médaille d'argent aux jeux olympiques 2018 dans les épreuves par équipes, championne du monde junior 2015, médaille de bronze au championnat du monde junior 2014, championne de Russie 2016 et 2017, gagnante de la finale du Grand prix de patinage artistique 2015/2016 et 2016/2017, médaille d'argent du championnat d'Europe 2018, gagnante de la finale du Grand prix de patinage artistique junior 2014/2015, gagnante du championnat de Russie junior 2015, médaille de bronze du championnat de Russie 2015, médaille de bronze de la finale du Grand prix de patinage artistique junior 2013/2014, médaille d'argent au championnat du monde 2017 dans les épreuves par équipes
- Ioulia Lipnitskaïa[14] (2009-2015) — championne olympique dans les épreuves par équipes aux jeux de 2014, médaille d'argent au championnat du monde 2014, championne d'Europe 2014, médaillée d'argent à la finale du Grand prix 2013/2014, championne du monde junior 2012, médaille d'argent au championnat de Russie 2012 et 2014, gagnante de la finale du Grand prix de patinage artistique junior 2011/2012, gagnante du championnat de Russie junior 2012, participe à la finale du Grand prix de patinage artistique 2014/2015
- Adrian Pitkeïev (2010-2016) — médaille d'argent au championnat du monde junior 2014, médaille d'argent de la finale du Grand prix de patinage artistique junior 2013/2014, médaille de bronze du championnat de Russie 2015, vainqueur du championnat de Russie junior 2014
- Elizabet Tursynbaeva (en 2012-2013 / 2018-septembre 2021) — médaille d'argent du championnat du monde 2019, médaille d'argent du championnat des Quatre continents 2019, médaille d'argent des Universiades 2019
- Sergueï Voronov (2013-2016) — médaillé d'argent au championnat d'Europe 2014, médaille de bronze au championnat d'Europe 2015, médaille de bronze de la finale du Grand prix de patinage artistique 2014/2015, médaille d'argent au championnat du monde par équipes 2015, médaille d'argent du championnat de Russie 2015, médaille de bronze du championnat de Russie 2014
- Polina Tsourskaïa (2013-2018) — championne des jeux olympiques de la jeunesse 2016, gagnante de championnat de Russie junior 2016, gagnante de la finale du Grand prix  de patinage artistique junior 2015/2016, médaille de bronze du championnat de Russie junior 2017
- Serafima Sakhanovitch (2014-2015)[15] — médaillée d'argent du championnat du monde junior 2015, médaille d'argent de la finale du Grand prix junior 2014/2015, médaille de bronze du championnat de Russie junior 2015
- Ilia Skirda (2014-2018) — participe à la finale du Grand prix  de patinage artistique junior 2016/2017
- Alina Zagitova (2015-décembre 2019) — championne olympique 2018, championne du monde 2019, championne d'Europe 2018, médaille d'argent dans les épreuves par équipe aux jeux olympiques de 2018, gagnante de la finale du Grand prix de patinage artistique 2017/2018, championne de Russie 2018, championne du monde junior 2017, gagnante de la finale du Grand prix de patinage artistique junior 2016/2017, médaille d'argent du championnat d'Europe 2019, médaille d'argent de la finale du Grand prix de patinage artistique 2018/2019, médaille d'argent du championnat de Russie 2017, gagnante du championnat de Russie junior 2017
- Daria Palenkova (2016-2018) — participe à la finale du Grand prix de patinage artistique junior 2017/2018
- Alexandra Troussova (2016-mai 2020 / mai 2021-octobre 2022)[16] — championne du monde junior 2018 et 2019, gagnante de la finale du Grand prix de patinage artistique junior 2017/2018, gagnante du championnat de Russie junior 2018 et 2019, médaille d'argent de la finale du Grand prix de patinage artistique junior 2018/2019, médaille d'argent du championnat de Russie 2019, 2e patineuse de l'histoire à réussir un quadruple saut (en tant que junior). Elle obtient la médaille d’argent aux jeux olympiques d’hiver de 2022 à Beijing.
- Anastasia Tarakanova (2017-2018) — médaille de bronze de la finale du Grand prix de patinage artistique junior 2017/2018
- Aliona Kostornaïa (2017-juillet 2020 / mars 2021-mars 2022) — championne d'Europe 2020, gagnante de la finale du Grand Prix 2019/2020, médaillée de bronze du championnat de Russie 2018 et 2019, vice-championne monde junior 2018, gagnante de la finale du Grand prix junior 2018/2019, médaille d'argent de la finale du Grand prix junior 2017/2018, médaille d'argent du championnat de Russie junior 2018 et 2019

## Vie privée
Eteri Tutberidze a été mariée à un Américain. De cette union naquit une fille, Diana Davis, née le 16 janvier 2003. Elle pratique le patinage artistique.

## Prix et reconnaissances

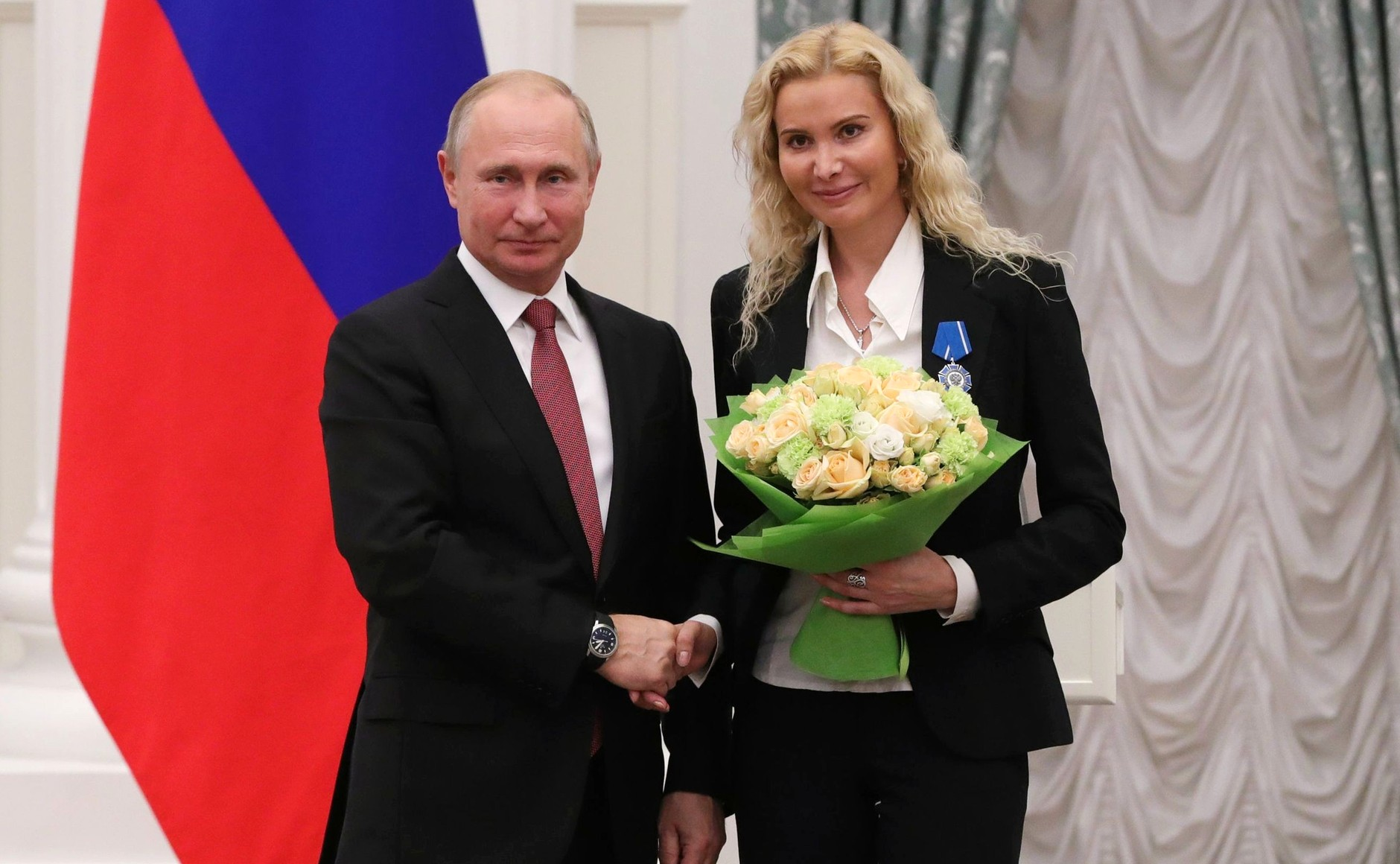
Cérémonie de remise de l'Ordre de l'Honneur, le 27 novembre 2018, au Kremlin.

- Ordre du Mérite pour la Patrie, membre de 4e classe (17 octobre 2014)[17]
- «Entraîneuse honorée» de la Russie (2014)
- Ordre de l'Honneur (29 juin 2018)[18], «pour l'entraînement réussi des athlètes ayant obtenu de bons résultats aux Jeux Olympiques de PyeongChang»
- «Entraîneuse de l'année», nommée parmi les «Fiertés de la Russie» par le ministère des Sports russe (2017)[19]